# Maria Sebaldt

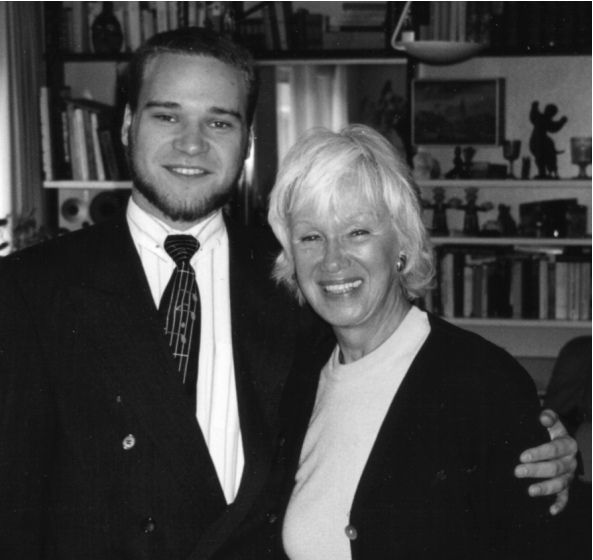
Maria Sebaldt und Thorsten Wszolek, 2006

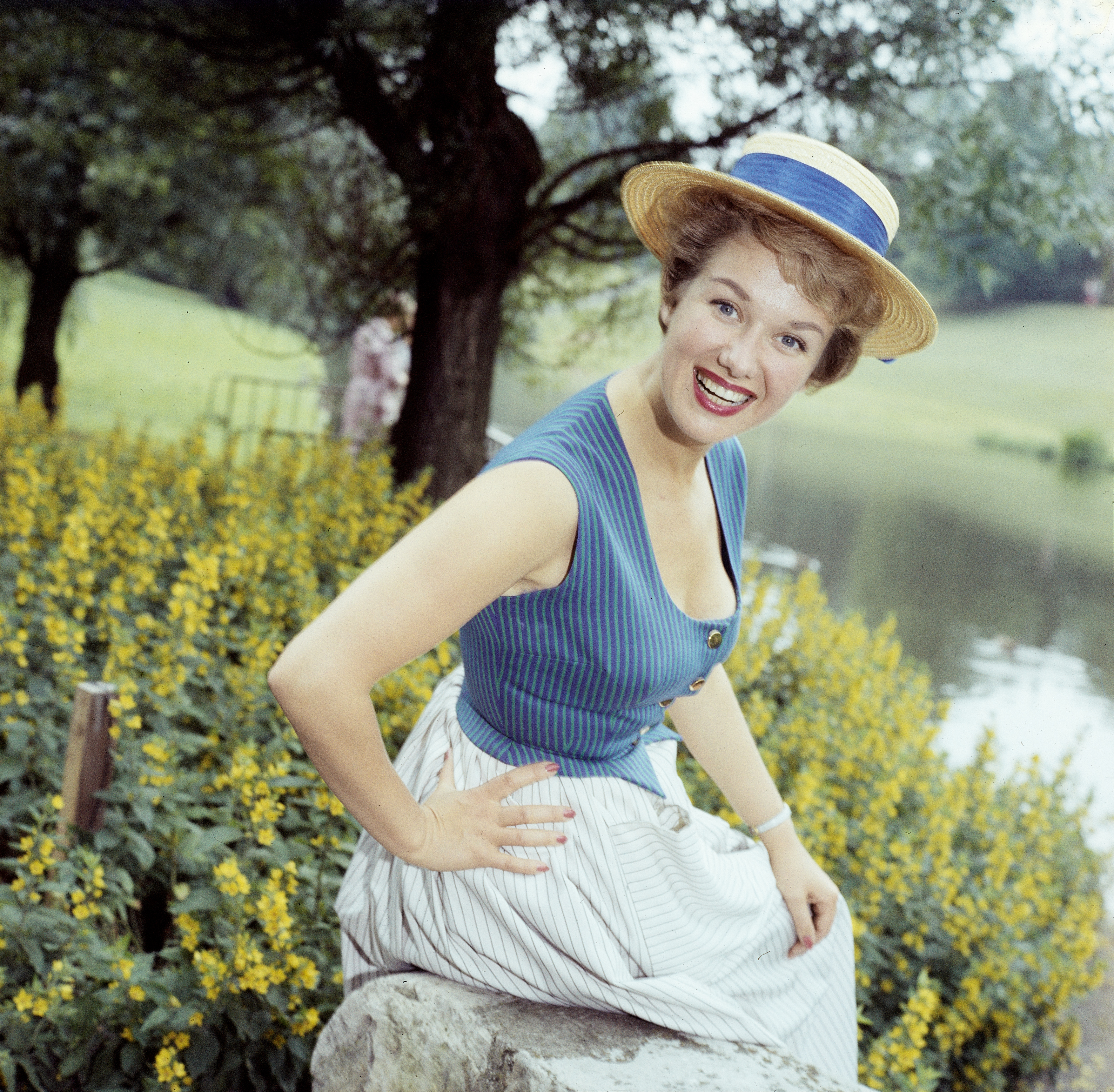
Maria Sebaldt, Foto: Jack Metzger, Comet Photo, 1958

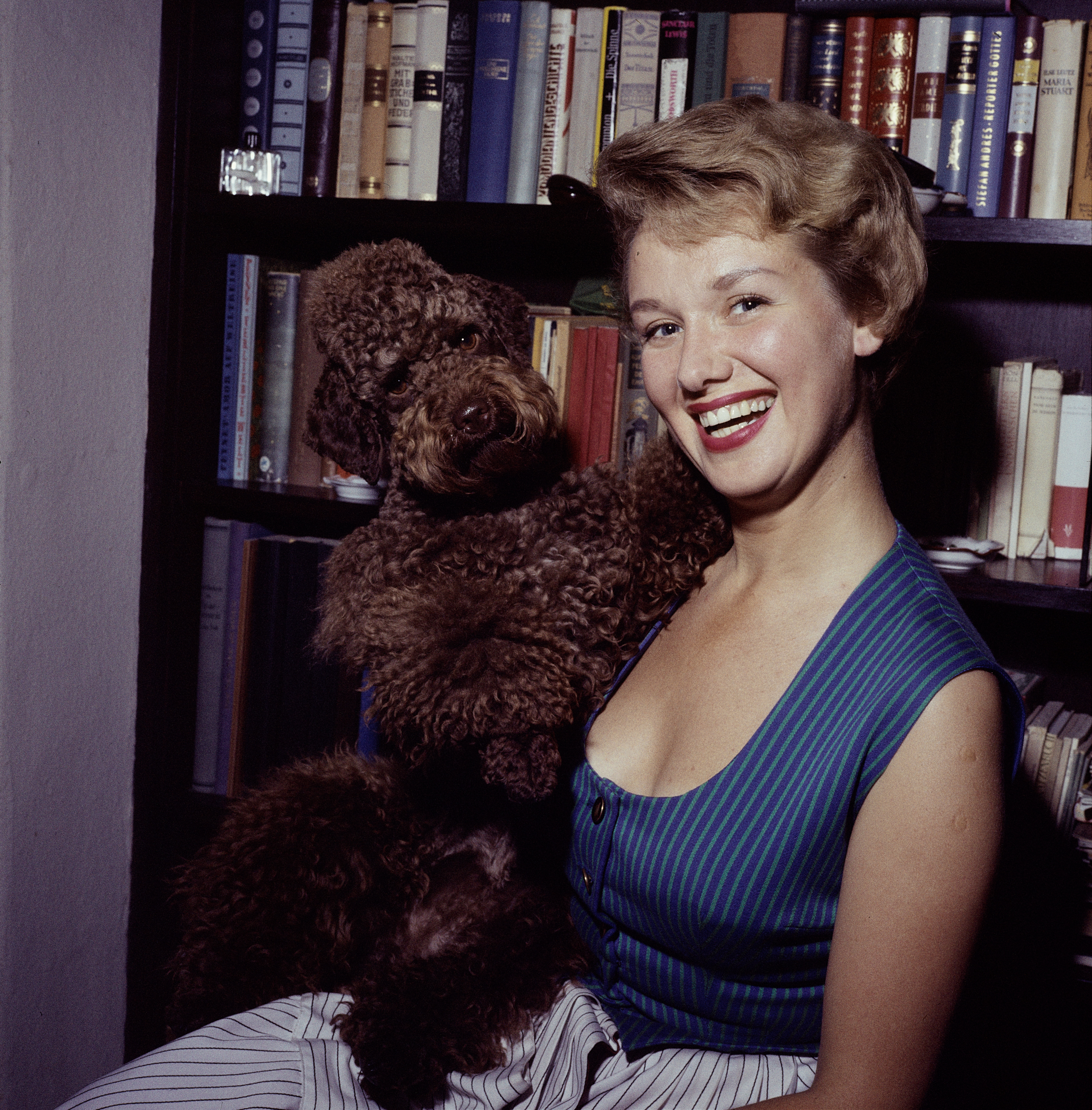
Maria Sebaldt, Foto: Ders., 1958

Maria Katharina Helene Sebaldt (* 26. April 1930 in Berlin-Steglitz; † 4. April 2023 in München) war eine deutsche Schauspielerin und Synchronsprecherin. Sie wurde in den 1950er Jahren als Filmschauspielerin bekannt und hatte ab den 1980er Jahren auch Rollen in Fernsehserien wie Ich heirate eine Familie oder Die Wicherts von nebenan.

## Leben
Maria Sebaldt wurde 1930 in Berlin als Tochter eines Abteilungsleiters des Paramount-Filmverleihs geboren. Sie nahm von 1946 bis 1949 privaten Schauspielunterricht und legte 1951 eine Schauspielprüfung ab. 1947 gab sie in Sondershausen als Edeltraud Panse in Maximilian Böttchers Krach im Hinterhaus ihr Bühnendebüt. Es folgten zahlreiche Theaterengagements u. a. in Sondershausen, Berlin (Renaissance-Theater, Theatre Club British Centre) und München. 1953 gab sie in dem Heimatfilm Wenn am Sonntagabend die Dorfmusik spielt neben Rudolf Prack ihr Filmdebüt.
Sebaldt spielte in Musikfilmen wie Der Zigeunerbaron, Dramen wie Anastasia, die letzte Zarentochter (mit Lilli Palmer in der Titelrolle), Komödien wie Helmut Käutners Zürcher Verlobung (mit Lilo Pulver) und Vater, Mutter und neun Kinder (mit Heinz Erhardt), Krimis wie Das schwarze Schaf nach Gilbert Keith Chesterton (mit Heinz Rühmann als Pater Brown), und der Gangsterfilm-Parodie Hoppla, jetzt kommt Eddie!  (mit Eddie Constantine), Western wie Die Gejagten der Sierra Nevada und Literaturverfilmungen wie Alfred Weidenmanns Zweiteiler nach Thomas Manns Buddenbrooks (mit Hansjörg Felmy) und Helmut Käutners Adaption von Carl Zuckmayers Hauptmann von Köpenick mit. Dabei verkörperte sie oft sympathische Figuren, aber auch listenreiche Gangster wie als Virginia Peng in der Realfilm-Version von Manfred Schmidts beliebter Comic-Reihe Nick Knatterton.
Populär wurde Sebaldt auch durch ihre Rollen in Serien wie Ich heirate eine Familie oder als fürsorgliche Hannelore Wichert, die sie zwischen 1986 und 1991 in der ZDF-Serie Die Wicherts von nebenan verkörperte. Daneben hatte sie zahlreiche Gastauftritte in Serien und Reihen wie Tatort, Das Traumschiff, Der Kommissar, Derrick und Der Alte.
Sie arbeitete auch für den Hörfunk (NDR, RIAS, SFB) und lieh als Synchronsprecherin ihre Stimme international bekannten Schauspielkolleginnen wie Antonella Lualdi (Rot und schwarz), Eva Marie Saint (Giftiger Schnee) und Joanne Woodward (Keine Angst vor scharfen Sachen und Eva mit den drei Gesichtern).
Von 1966 bis zu seinem Tod im Jahr 2010 war Maria Sebaldt mit dem Schauspieler Robert Freitag verheiratet. 1967 bekam das Paar eine Tochter. Mit Freitags erster Ehefrau, der Schauspielerin Maria Becker, gab Sebaldt 1997 das Kochbuch Essen und trinken und fröhlich sein. Lieblingsgerichte von Maria Becker & Maria Sebaldt heraus. 
Maria Sebaldt verbrachte die letzten zwei Jahre ihres Lebens in einer Seniorenresidenz und starb im April 2023 in München. Sie wurde auf dem Waldfriedhof Grünwald neben ihrem Mann beigesetzt.

## Filmografie (Auswahl)
- 1953: Wenn am Sonntagabend die Dorfmusik spielt
- 1953: So ein Affentheater
- 1953: Die Stärkere
- 1953: Geliebtes Leben
- 1954: Der Zigeunerbaron
- 1954: Der Zarewitsch
- 1955: Liebe ohne Illusion
- 1955: Alibi
- 1955: Vatertag
- 1955: Urlaub auf Ehrenwort
- 1956: Der Hauptmann von Köpenick
- 1956: Anastasia, die letzte Zarentochter
- 1956: Heiße Ernte
- 1956: Dany, bitte schreiben Sie
- 1956: Nacht der Entscheidung
- 1956: Die Rosel vom Schwarzwald
- 1957: Schütze Lieschen Müller
- 1957: Die Zürcher Verlobung
- 1957: Lemkes sel. Witwe
- 1958: Der Greifer
- 1958: Hoppla, jetzt kommt Eddie
- 1958: Grabenplatz 17
- 1958: Vater, Mutter und neun Kinder
- 1958: Wenn Mädchen ins Manöver zieh’n
- 1958: Nick Knattertons Abenteuer
- 1959: Mein ganzes Herz ist voll Musik
- 1959: Peter schießt den Vogel ab
- 1959: Buddenbrooks
- 1959: Das große Messer (TV)
- 1959: Tausend Sterne leuchten
- 1959: Ich bin kein Casanova
- 1960: Das hab’ ich in Paris gelernt
- 1960: Eine Frau fürs ganze Leben
- 1960: Hauptmann, deine Sterne
- 1960: Das schwarze Schaf
- 1960: Frauen in Teufels Hand
- 1961: Frau Cheneys Ende
- 1961: Barbara
- 1961: Im 6. Stock
- 1962: Der Vogelhändler
- 1962: Bekenntnisse eines möblierten Herrn
- 1963: Charleys Tante
- 1963: Das Kriminalmuseum – Nur ein Schuh
- 1964: Vorsicht Mister Dodd
- 1964: Gewagtes Spiel (TV-Serie, 26 Folgen)
- 1965: Die Gejagten der Sierra Nevada (El ranch de los implacables)
- 1968: Peter und Sabine
- 1969: Christoph Kolumbus oder Die Entdeckung Amerikas
- 1970: Der Kommissar – In letzter Minute
- 1973: … aber Jonny!
- 1973: Diamantenparty
- 1973: Der Kommissar – Mit den Augen eines Mörders
- 1974: Unter einem Dach – Der Flugkapitän (TV-Serie)
- 1976: Derrick – Risiko
- 1977: Endstation Paradies
- 1978: Derrick – Die verlorenen Sekunden
- 1978: Der Alte – Nachtmusik
- 1979: Tatort – Ende der Vorstellung
- 1980: Derrick – Ein Lied aus Theben
- 1981: Das Traumschiff – Der Ausreißer/Die Hochzeitsreise
- 1981: Derrick – Tod im See
- 1982: Laufsteg Paris (Toutes griffes dehors) (TV-Miniserie)
- 1983: Das Traumschiff: Marrakesch
- 1983–1986: Ich heirate eine Familie
- 1985: Schöne Ferien (TV-Serie, 1 Folge)
- 1986–1991: Die Wicherts von nebenan
- 1990: Edgar, Hüter der Moral
- 1993: Liebe ist Privatsache
- 1993: Das Traumschiff – Hongkong
- 1993: Glückliche Reise – Arizona
- 2003: Das Traumschiff – Sri Lanka
- 2003: Der Bulle von Tölz: Klassentreffen
- 2004: Rosamunde Pilcher – Tiefe der Gefühle
- 2006: Das Traumschiff – Singapur/Bali
- 2008: Mein Traum von Venedig
- 2008: 1:0 für das Glück
- 2009: Plötzlich Onkel (TV)
- 2009: Meine wunderbare Familie (Episodenrolle)
- 2010: Das Traumschiff – Bora Bora
- 2011: Germaine Damar – Der tanzende Stern (TV-Dokumentation)
- 2014: Das Traumschiff – Mauritius

## Hörbücher
- 2000: Das Tier von Nikolai Leskow, ISBN 978-3898160247
- 2003: Der Postmeister; Das Fräulein als Bäuerin; Der Schneesturm; Der Sargschreiner von Alexander Puschkin, ISBN 978-3898161077
- 2003: Der Schmuck; Fräulein Perle von Guy de Maupassant, ISBN  978-3898160940
- 2005: Immensee von Theodor Storm, ISBN 978-3898161541